# Григорий I Варненски
Григорий (на гръцки: Γρηγόριος, Григориос) е гръцки духовник, митрополит на Вселенската патриаршия.

## Биография
Служи като наместник на църквата „Света Параскева“ в Терапия в Босфора. През февруари 1797 година е избран и по-късно ръкоположен за варненски митрополит. Умира през април 1797 година.